# Павел IV (патриарх Константинопольский)
Патриарх Павел IV (Павел Новый; греч. Πατριάρχης Παύλος Δ΄; умер в 784) — патриарх Константинопольский (780—784 годы), канонизирован Православной церковью в лике святителя, память 30 августа (12 сентября).
Павел стал патриархом при императоре—иконоборце Льве IV Хазаре в 780 году:

6 числа февраля месяца, 3 индиктиона, об масленицу, в воскресенье скончался Никита евнух из славян, патриарх Константинопольский, и в следующее воскресенье великого поста рукоположён в патриархи Константинопольские Павел, почтенный чтец, родом из Кипра, муж отличный своею ученостью и делами с великими противоречиями по причине тогдашней ереси, и с великими препятствиями.
— Хронография Феофана, год 6272 / 772 (780)
Согласно житию, Павел не был сторонником иконоборцев и скрывал свои убеждения в период жизни императора Льва. Не имея возможности после смерти Льва IV самостоятельно восстановить иконопочитание, Павел в 784 году удалился в монастырь святого Флора и объявил о своём отречении от патриаршества. Послам от императрицы Ирины он высказал пожелание провести церковный собор: «если не будет вселенского собора и не исправится погрешность среди нас, то вам не иметь спасения». Патриарх принял схиму и вскоре скончался.